# جماعة سيدي امبارك

جماعة سيدي امبارك في إقليم سيدي إفني

جماعة سيدي امبارك جماعة (قروية) مغربية توجد جنوب المملكة المغربية بجهة كلميم واد نون وموقعها الإداري هو :  الجماعة القروية سيدي امبارك، قيادة سيدي احساين، دائرة الاخصاص إقليم سيدي إفني
موقعها الجغرافي هو 29.316506, -9.816971
وتضم جماعة سيدي امبارك الدواوير
- تلات نترامت
- أتبان
- ادالمودن
- تدورين
- اعبود
- بوسكا